# Rhaphium coloradense
Rhaphium coloradense är en tvåvingeart som beskrevs av Charles Howard Curran 1926. Rhaphium coloradense ingår i släktet Rhaphium och familjen styltflugor.
Artens utbredningsområde är Colorado. Inga underarter finns listade i Catalogue of Life.